# Societat de vida apostòlica
Una societat de vida apostòlica és una comunitat de l'Església Catòlica on, a diferència dels instituts de vida consagrada (ordes, congregacions o instituts religiosos), els membres viuen en comunitat però no fan vots religiosos, sinó que s'uneixen només pel vincle de pertinença a la comunitat. Pot estar composta per fidels o sacerdots, o tots dos. Conserven un caràcter secular i el seu principal objectiu és l'apostolat. Amb la vida comunitària i l'observància de les constitucions de la societat, aspiren a la perfecció de la caritat i la vida segons els consells evangèlics. La primera societat d'aquest tipus va ser la Congregació de l'Oratori de Sant Felip Neri.